# Mademoiselle Perle
Mademoiselle Perle est une nouvelle de Guy de Maupassant, parue en 1886.

## Publications
Mademoiselle Perle est d'abord publiée dans le supplément littéraire du Figaro du 16 janvier 1886, puis dans le recueil  La Petite Roque.

## Résumé
Comme tous les ans, Gaston va tirer les Rois chez les Chantal et, surprise, c'est lui le roi qui doit choisir une reine : Gaston choisit Mlle Perle.
Par la suite, M. Chantal et Gaston entament une partie de billard. Mlle Perle ayant éveillé la curiosité de Gaston, M. Chantal lui conte alors « l'histoire de Mme Perle »...

## Éditions
- Le Figaro, 1886
- La Petite Roque, recueil paru en 1886 chez l'éditeur Victor Havard.
- Maupassant, Contes et Nouvelles, tome II, texte établi et annoté par Louis Forestier, éditions Gallimard, Bibliothèque de la Pléiade, 1956

## Lire
Il existe des PDF sur cette histoire faciles d'accès et gratuits : voir ce site, ou ce site, ou encore ce site.

## Autour du roman
La nouvelle est évoquée dans le premier chapitre du roman La Promesse de l'ombre (1978) de Shizuko Natsuki.